# 聖座—巴勒斯坦關係
圣座-巴勒斯坦关系是指聖座與巴勒斯坦國这两个联合国观察员国之間的外交关系。
自1948年2月11日以来，聖座一直与巴勒斯坦保持聯繫，当时聖座设立了驻耶路撒冷和巴勒斯坦使徒代表办公室，該辦公室負責聖座與巴勒斯坦、外约旦和賽普勒斯之間的事務。
圣座于2000年与巴解组织簽署了一项基本协议，并于2015年与巴勒斯坦民族权力机构签署了全面协议，這標誌著圣座與巴勒斯坦國建立了正式的外交关系。2017年1月 25日，巴勒斯坦驻聖座大使馆启用。